# Иван Кривиралчев
Иван Динчов Кривиралчев, наричан впоследствие „Малкият патриот“, е шестнадесетгодишно момче, член на РМС, подложено на зверски изтезания заедно с Христо Тороманов, двамата разстреляни на 31 март 1944 година.
Иван Кривиралчев и Христо Тороманов заедно с неколцина други са ятаци и осведомители на партизански чети в района на град Копривщица във въоръжената антиправитествена дейност преди 1944 г. След полицейската акция, последвала краткото превземане на Копривщица от партизаните на 24 март 1944 г. двамата заедно с други четиридесет заподозрени са арестувани, бити и изтезавани. Полицаите при разпитите режат на няколко пъти езика на момчето, като накрая го режат изцяло и изтръгват сърцето му. По време на инквизициите му се заявява, че отрязаните части ще бъдат използвани за мезе.
По време на мъченията двамата не издават това, което знаят. На 31 март палачите конвоират двамата на около седем километра от града в местността Голям поп, където ги ликвидират. Роднините им ги намират надупчени с ножове и посинели от удари с приклади тела, като твърдят, че земята наоколо била почервеняла от кръвта на жертвите.

## Памет
Паметник на Иван Кривиралчев и Христо Тороманов е направен в памет на двамата ятаци на партизанския отряд „Георги Бенковски“. Намира се на малка могила на лобното им място в местността „Голям поп“, Ревова ливада – открита седловина западно от върха, на около 7 километра от града по пътя за хижа „Павел Делирадев“. Направен е от гранит с размери 120/90/30 см от копривщенския каменоделец Атанас Юруков със средства на Найден Кривиралчев през 1954 г.
В родният град на момчето има улица, наречена на неговото име, и паметен барелеф пред родния му дом.

### Цитирани източници
- Теофилов, Петко. В бой с фашизма.   Копривщица, Дирекция на музеите, 1968.